# Chisciecki Bor
Chisciecki Bor (biał. Хісцецкі Бор; ros. Хистецкий Бор, Chistieckij Bor) – wieś na Białorusi, w obwodzie homelskim, w rejonie żytkowickim, w sielsowiecie Czyrwonaje.

## Historia
Początkowo na tym obszarze znajdowały się chutory. Wieś powstała w czasach sowieckich. Od 1991 położony jest w niepodległej Białorusi.